# Baude Cordier

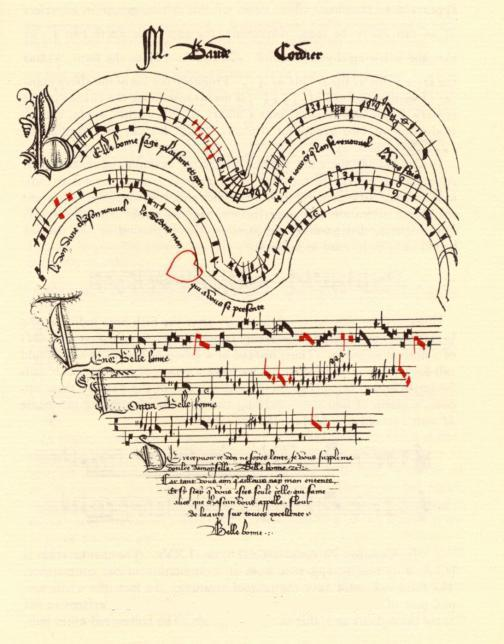
Beispiel für Augenmusik, in Form eines Herzen, bei dem Liebeslied "Belle, Bonne, Sage"

Baude Cordier (* vor 1364 in Reims; † vor 1400 in Dijon) war ein französischer Komponist und Harfenist  der Frührenaissance.

## Leben
Man nimmt an, dass er eigentlich Baude Fresnel hieß und Baude Cordier sein Künstlername war (frz.: cordier = Saitenhalter; Saitenspieler), gelegentlich wird er als Baude de Rhains (Reims) erwähnt. Vermutlich wirkte Baude Cordier zuerst in seiner Geburtsstadt Reims und später am Hof des Burgunderherzogs Philipp des Kühnen. Diesen begleitete er auf Reisen nach Avignon und Mailand.
Im „Civico Museo Bibliografico Musicale“ in Bologna befindet sich das Manuskript eines „Gloria“. Sieben seiner „Rondeaux“ werden in „Oxford Bodleian Library“ aufbewahrt. Musikgeschichtlich ist er zwischen der Ars nova um Guillaume de Machaut und dem franko-flämischen Komponisten Guillaume Dufay einzuordnen, er pflegte einen Musikstil, den man als Ars subtilior bezeichnet.

## Werke
Von seinen Werken sind zehn drei- bis vierstimmige Chansons aus dem Chantily Codex (Faksimile 2008 in Turnhout publiziert) und das Fragment einer dreistimmigen Messe erhalten. Seine Rondeaux, wie z. B. „Tant plus vous voy, tant plus me semblés belle“ oder „Amans amés secretement“ folgen dem Kompositionsschema des späten 14. Jahrhunderts. Cordiers Liebeslied „Belle, Bonne, Sage“ ist eines schönsten Beispiele für Augenmusik.